# Jan Offenberg

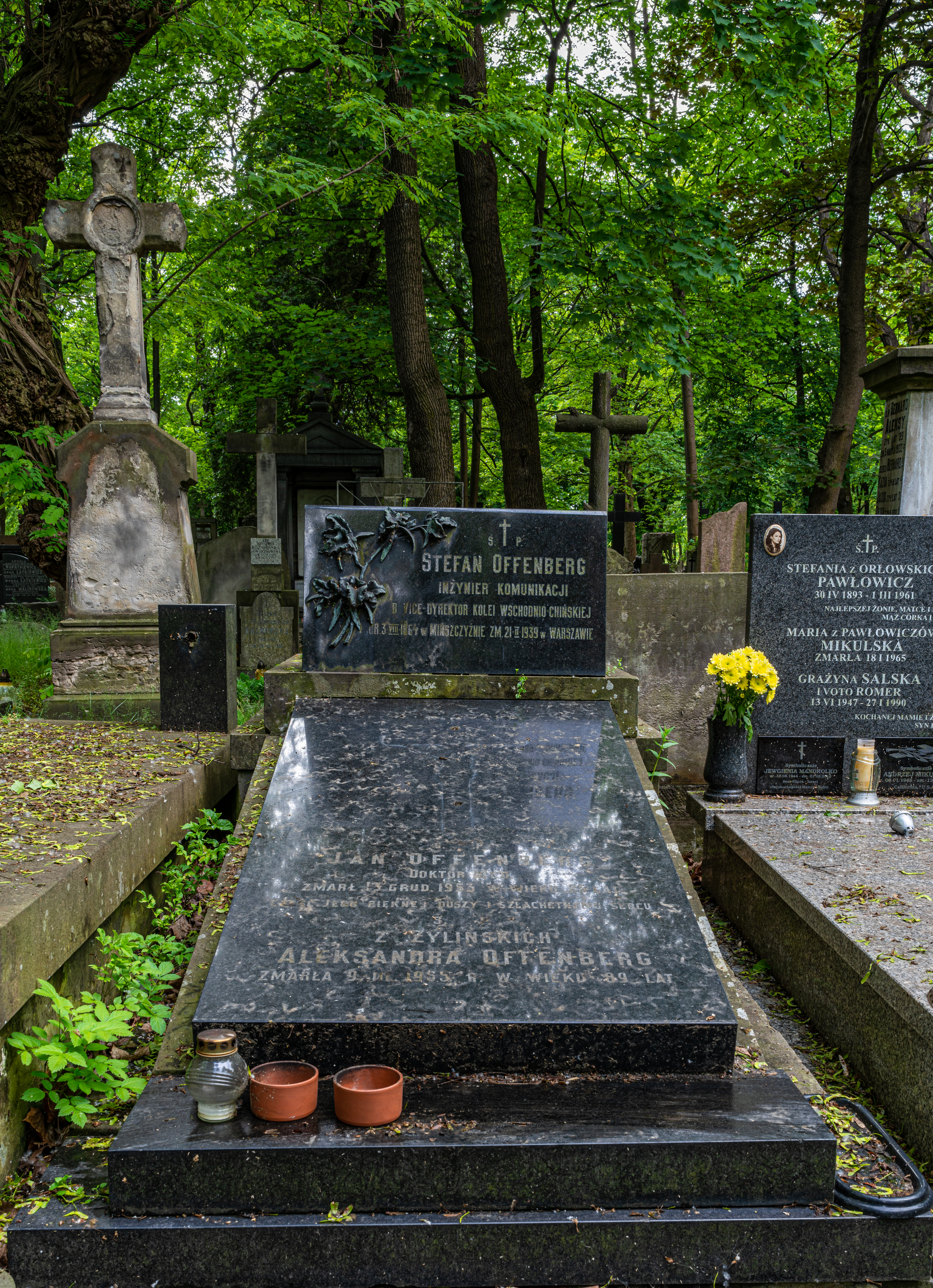
Grób Jana Offenberga na cmentarzu Powązkowskim

Jan Jakub Offenberg (ur. 21 lutego 1867 w Bacewiczach, zm. 15 grudnia 1953 w Warszawie) – polski lekarz, działacz niepodległościowy i społeczny.

## Życiorys
Po ukończeniu 8-klasowego gimnazjum klasycznego w Mińsku w 1885 roku i maturze rozpoczął studia medyczne na Uniwersytecie Warszawskim. Po studiach rozpoczął pracę jako lekarz w Radoszkowiczach na Wileńszczyźnie, jednocześnie studiował uzupełniająco internę i choroby kobiece, m.in. w Wiedniu. W 1898 roku osiedlił się w Mińsku, gdzie od 1904 roku zarządzał szpitalem Mińskiego Towarzystwa Dobroczynności. W czasie I wojny światowej był naczelnym lekarzem szpitala Czerwonego Krzyża tego towarzystwa.
Po przyjeździe do Warszawy (po utracie Mińska) pracował jako ordynator szpitala mokotowskiego (przez rok, od sierpnia 1920 roku). W latach 1921–1928 pracował w szpitalu św. Ducha w Warszawie, następnie w Ubezpieczalni Społecznej (do około 1934 roku), wreszcie w prywatnej specjalistycznej przychodni „Omega” przy Alejach Jerozolimskich. Prowadził też prywatną praktykę.

## Działalność niepodległościowa i społeczna
W czasie nauki w gimnazjum założył z bratem Stefanem pierwsze po powstaniu styczniowym tajne polskie kółko samokształceniowe, które przetrwało do 1920 roku. W czasie studiów w Warszawie uczestniczył w kółkach samokształceniowych. Należał do grupy studentów, którzy po wysłuchaniu przybyłego ze Szwajcarii Józefa Balickiego 28 listopada 1886 roku, przyjęli przywieziony przez niego projekt organizacji „Zet”, powołując do życia Koło Braterskie w Warszawie, jeszcze przed zjazdem w Krakowie 14 stycznia 1887 roku, na którym formalnie utworzono trójzaborową organizację „Zet”. Offenberg brał czynny udział w pracach organizacji od początku, w roku 1889/1890 był trzecim z kolei starszym grupy warszawskiej, w kolejnym roku ustąpił tę funkcję Romanowi Dmowskiemu, którego wprowadził do „Zet”-u. W roku 1888/1889 był sekretarzem (przewodniczącym) Komitetu Centralnego (Centralizacji) „Zet”-u. Był też członkiem Ligi Polskiej i Ligi Narodowej. Wystąpił z tej ostatniej w 1905 roku, nie godząc się z jej linią ideowo-polityczną.
Pracując w Mińsku był aktywny społecznie: był członkiem Rady Mińskiego Towarzystwa Dobroczynności, współzałożycielem i wiceprezesem zalegalizowanego w 1906 roku Polskiego Towarzystwa „Oświata”, działał w Zarządzie Ligi do Walki z Gruźlicą (1911–1912), był prezesem Rady Nadzorczej Macierzy Polskiej Ziemi Mińskiej (od 1917 roku), prezesem Stowarzyszenia Lekarzy i Przyrodników w Mińsku (od 1917 roku), współzałożycielem i wiceprezesem Towarzystwa Przyjaciół Nauk (od 1918 roku). Był członkiem Komitetu Związków i Organizacji Polskich (utworzonego w 1918 roku z inicjatywy Władysława Raczkiewicza), członkiem Rady Okręgowej miasta Mińska (od 1918 roku). Jako pełnomocnik i prezes mińskiego oddziału PCK zorganizował szpital PCK i wszedł do zarządu Polskiej Rady Szkolnej Ziemi Mińskiej. Był też przewodniczącym Mińskiego Zarządu Okręgowego Towarzystwa Straży Kresowej, członkiem Rady Polskiej Ziemi Mińskiej i wiceprezesem Rady Zarządzającej z siedzibą w Warszawie. Współpracował też z POW. 
W okresie międzywojennym działał społecznie, należał do Związku Seniorów OMN i ZPMD. W 1936 roku był członkiem Komitetu Honorowego Zjazdu na 50-lecie „Zet”-u.
Niósł bezpłatną pomoc w czasie wojny. W czasie powstania warszawskiego (w wieku 77 lat) uczestniczył w cywilnej służbie sanitarnej Śródmieście-Południe.

## Życie osobiste
Jan Offenberg urodził się w rodzinie szlacheckiej, był synem Cezarego i Leonidy z Łuckiewiczów. Miał starszego (przyrodniego?) brata Stefana (1864–1939). 12 października 1906 roku ożenił się z Aleksandrą z Mordas-Żylińskich h. Lubicz (1866–1955). Nie mieli dzieci.
Został pochowany na cmentarzu Powązkowskim w Warszawie (kwatera 83-3-23).

## Ordery i odznaczenia
- Krzyż Niepodległości (6 czerwca 1931)[8]
- Krzyż Oficerski Orderu Odrodzenia Polski (27 listopada 1929)[9][1]
- Odznaka pamiątkowa Polskiej Organizacji Wojskowej

## Awanse
- Major (przed sierpniem 1920 roku)

## Publikacje
Jan Offenberg opublikował ponad 20 prac naukowych i pozycji wspomnieniowo-historycznych, w tym:
- Z dziejów Mińskiego Towarzystwa Dobroczynności (1906)
- Z dziejów Organizacji Polskiej Młodzieży Szkolnej na Kresach (1922)
- Morszyn pod względem leczniczym (1923)
- O stosunku metody osłuchowo-dotykowej w rozpoznaniu schorzeń jamy brzusznej (1925)
- Stan umysłów wśród młodzieży akademickiej Uniwersytetu Warszawskiego w latach 1885–1890 (1929)
- Z teorii i praktyki kurczu wpustu (Cardiospasmus) (1936)
- Ostatnia choroba Adama Mickiewicza (1939)
- Wspomnienie o lekarzu Janie Malkiewiczu (1949)